# Stefanie Kemper
Stefanie Kemper (* 26. November 1944 in Hirschberg, Provinz Niederschlesien) ist eine deutsche Lehrerin, Schriftstellerin und Lyrikerin.

## Leben
Kemper lebt seit 1978 in Maierhöfen im Allgäu. Nach einer dreijährigen Lehrtätigkeit an einer Gesamtschule in Berlin unterrichtete sie von 1978 bis 1999 Biologie an der Naturwissenschaftlich-Technischen Akademie in Isny im Allgäu.
Stefanie Kemper nahm und nimmt an diversen Schreibseminaren teil, darunter an Lyrik-Meisterkursen der Schwäbischen Kunstsommer Irsee bei Walter Helmut Fritz, Richard Exner und Werner Dürrson, an Lyrik-Seminaren (u. a. bei Karl Otto Conrady, Kurt Drawert, Uwe Kolbe, Steffen Jacobs, Ulrike Draesner, Franzobel, Anton G. Leitner), am Kurzprosa-Seminar „Prosaminiaturen“ bei Imre Török sowie am Schreibgruppenleiter-Kurs an der Bundesakademie für kulturelle Bildung Wolfenbüttel bei Katrin Bothe. Seit 2003 gibt Kemper selbst Schreibkurse.
Sie veröffentlicht Lyrik und Prosa, sowohl monographisch als auch in Anthologien und Zeitschriften. Darüber hinaus ist sie als Übersetzerin und Rezensentin tätig.
Seit 2000 arbeitet Stefanie Kemper mit dem Komponisten, Soloklarinettisten und Harmonica-Virtuosen René Giessen zusammen, der einen Gedichtzyklus und mehrere Einzelgedichte vertonte. Auch schrieb sie Gedichte zu bestehender Musik (z. B. zu Quartets/Quintet (2007) von Charles Uzor).
Stefanie Kemper ist seit 2011 Erste Vorsitzende des Wangener Kreises, der Gesellschaft für Literatur und Kunst „Der Osten“ e. V., und seit 2012 zudem Vorstandsmitglied in der Gesellschaft für zeitgenössische Lyrik. Sie ist ferner Mitglied im Verband deutscher Schriftsteller, in der Meersburger Autorenrunde und im Literarischen Forum Oberschwaben.
Sie war ebenso Jurymitglied bei „Signatur e. V.“ Lindau und ist noch in der Jury für die jährliche Literaturpreisvergabe in Isny. Darüber hinaus engagiert sich die Autorin im Arbeitskreis Literatur im Kulturforum Isny e. V., in der Arbeitsgruppe „Skulpturenweg Maierhöfen“ und beim Aufbau der Dorfbibliothek Maierhöfen.

## Werke
- Bilder und Gedichte, Lyrik. 1989.
- Herrn Portulaks Abschied. Erzählungen. Alkylon Verlag, Weissbach 1998, ISBN 3-926541-94-6.
- Manchmal sprang eine Kugel. Erzählungen und Gedichte. Allitera Verlag, München 2002, ISBN 3-935877-54-4.
- Orte – lyrische Impressionen aus allen Himmelsrichtungen. Wiesenburg Verlag, Schweinfurt 2011, ISBN 978-3-942063-71-5.
- Raps geht im Wind. Gedichte. Gerhard Hess Verlag, Bad Schussenried 2012, ISBN 978-3-87336-398-4.

### In Anthologien und Literaturzeitschriften (Auswahl)
- Ralph Grüneberger (Hrsg.) / Gesellschaft für zeitgenössische Lyrik: Poesiealbum neu, Ausgaben 02/2009, 01/2011, 01/2012, 01/2013.